# ۱۰۶۱ (خورشیدی)
۱۰۶۱ هزار و شصت و یکمین سال هجری خورشیدی است.